# Mori Nobuteru

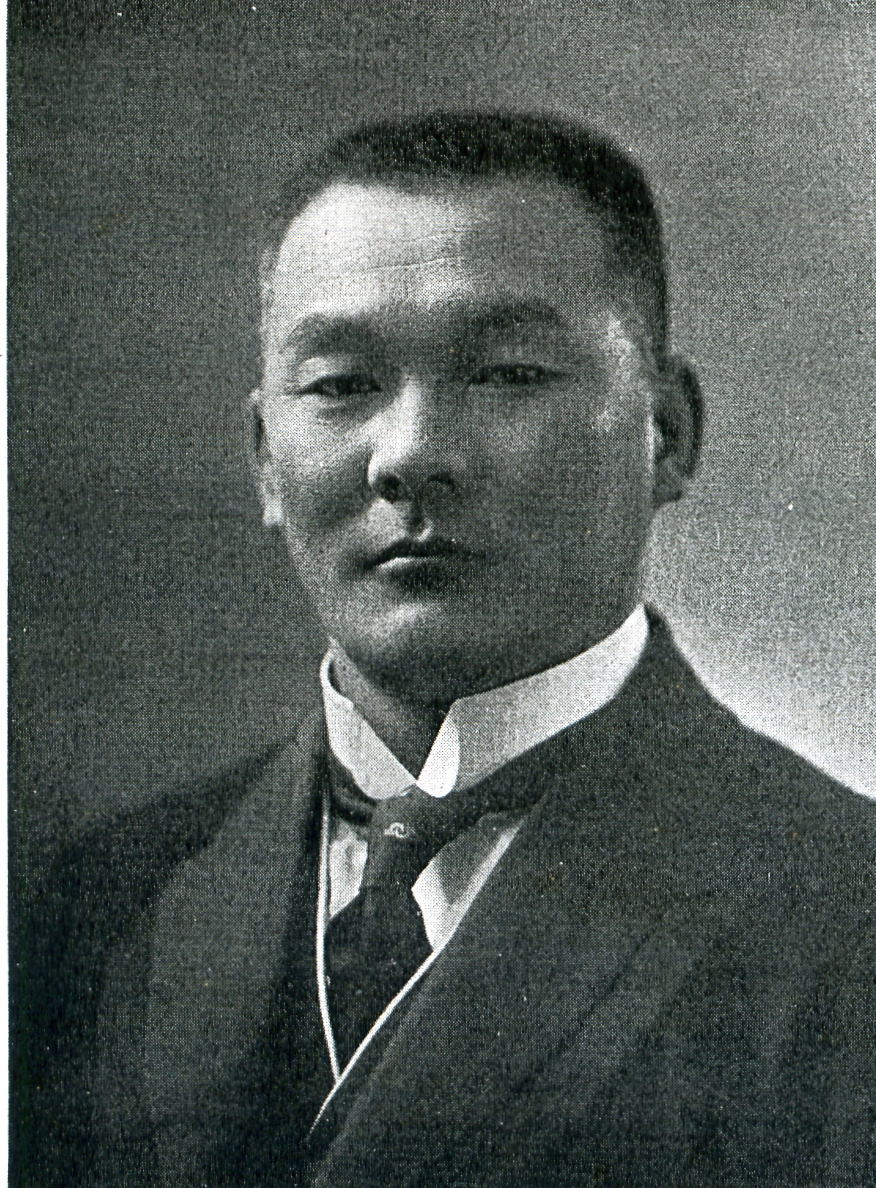
Mori Nobuteru

Mori Nobuteru (japanisch 森 矗昶; geboren 21. Oktober 1884 in Moriya, Kreis Isumi, Präfektur Chiba; gestorben 1. März 1941) war ein japanischer Unternehmer.

## Leben und Wirken
Mori Nobuteru machte seinen Schulabschluss an der Oberschule und übernahm den an der Pazifikküste gelegenen Familienbetrieb einer Jod-Produktion aus Algen. 1908 gründete er, unterstützt von Suzuki Saburōsuke, einem der Gründer von Ajinomoto, den Betrieb „Sōbō Suisan“ (総房水産) zur Vermarktung seiner Produkte. Mori selbst leitete das Unternehmen und wurde für seine unternehmerischen Fähigkeiten anerkannt.
Danach, beginnend mit der Gründung von Nihon Yōdo (日本沃度 englisch Nihon Iodine, wörtl. „Japan-Jod“) und Shōwa Hiryō (昭和肥料 deutsch ‚Shōwa-Dünger‘, englisch Showa Fertilizer), basierend auf den Prinzipien der „Verwendung von Elektrizität als Rohstoff“ und „Verwendung von Haustechnik“, weitete Mori sein Geschäftsgebiet in verschiedene Richtungen aus. Während der Erste Weltkrieg ausbrach, entstand so der Mori-Konzern, eines der aufstrebenden japanischen Unternehmenskonglomerate.
Während des Krieges leitete Mori neben Shōwa Hiryō auch das Unternehmen Teikoku Aluminium (帝国アルミニウム). 1939 wurde er aufgrund der Fusion der Elektrofirma Nihon Denki Kōgyō (日本電気工業 englisch Nihon Electrical Industries) und Shōwa Hiryō der erste Präsident des daraus gebildeten Unternehmens Shōwa Denkō.
Mori wurde auch politisch aktiv. Er schloss sich der Rikken Seiyūkai an und wurde 1924 zunächst im Einmandatswahlkreis Chiba 7, nach der Umstellung des Wahlsystems ab 1928 im SNTV-Viermandatswahlkreis Chiba 3 für insgesamt vier aufeinanderfolgende Amtszeiten zum Mitglied des Repräsentantenhauses gewählt, das Unterhaus des Reichstags. Der Politiker und Premierminister Miki Takeo war sein Schwiegersohn. Auch sein Enkel Eisuke Mori ist politisch aktiv.